# Абдумалик, Жансая Данияровна
Жансая́ Дания́ровна Абдумали́к (каз. Жансая Даниярқызы Әбдімәлік; род. 12 января 2000 года, Алма-Ата) — казахстанская шахматистка, международный гроссмейстер (2021) международный мастер (2017) и гроссмейстер среди женщин (2014). Депутат Алматинского городского маслихата VII созыва от партии «Нур Отан» (с 14 января 2021 года).

## Шахматный путь
Первым тренером Жансаи являлся её отец Данияр Аширов.
Свой первый титул Жансая Абдумалик завоевала в шесть лет, когда в 2006 году выиграла чемпионат города Алматы среди девочек до 8 лет.
В январе 2007 приняла участие в чемпионате Казахстана среди девушек до 8 лет, в котором одержала победу, набрав 8,5 очков из 9 возможных. В июне взяла золотую медаль на международном турнире на Украине и в 7-летнем возрасте выполнила норму первого разряда. В ноябре заняла 4-е место на чемпионате мира среди юношей и девушек в Турции.
В январе 2008 в очередной раз стала чемпионкой Алматы в своей возрастной группе. В марте стала абсолютной чемпионкой Казахстана среди девочек до 10 лет, завоевав золотые медали в номинациях «классика», «рапид» и «блиц». В июле победила на чемпионате Азии в Иране, став самой юной чемпионкой Азии в истории казахстанских шахмат. В октябре во Вьетнаме на мировом первенстве среди юношей и девушек до 8 лет под эгидой ФИДЕ, набрав 10 очков из 11 возможных, завоевала звание чемпионки мира.
В июле 2010 года в Турции, одержав девять побед в девяти партиях, стала чемпионкой среди школьниц в своей возрастной категории, на то время многие казахстанские СМИ ошибочно причислили этот турнир к чемпионату мира среди девушек, хотя турнир школьниц является менее престижным, чем чемпионат мира. Было присвоено звание мастера ФИДЕ.
В мае 2011 года в Польше вновь завоевала титул сильнейшей шахматистки мира среди школьниц. По итогам года ФИДЕ присвоило звание международного мастера среди женщин.
Ноябрь — в бразильском городе Калдас-Новас на чемпионате мира среди девушек в категории до 12 лет Абдумалик вторично стала победительницей.
В июне 2012 в казахстанских СМИ было объявлено, что Абдумалик стала самым молодым гроссмейстером среди девушек. Но конгресс FIDE не присвоил ей звания гроссмейстера из-за участия в одном сомнительном турнире.
В ноябре в Мариборе (Словения) стала серебряной медалисткой чемпионата мира среди девушек в возрастной категории не старше 12 лет.
В сентябре 2013 года заняла второе место на чемпионате мира среди девушек до 20 лет в Турции, уступив первое место россиянке Александре Горячкиной. В ноябре без поражений (+6=3-0) выиграла мужской международный турнир в Чехии «Брно Опен 2013» из серии CZECH TOUR.
В январе 2014 на открытие Академии шахмат Жансаи Абдумалик приехал экс-чемпион мира Анатолий Карпов. Абдумалик проиграла обе партии в рапид (до 20 мин), но выиграла одну партию в блиц (до 15 мин) у Карпова и свела другую вничью. В феврале впервые вошла в сотню сильнейших рейтинга ФИДЕ среди женщин. 14-летняя шахматистка оказалась на 89 месте и стала первым номером в Казахстане, обойдя на 15 пунктов международного гроссмейстера Динару Садуакасову. 30 марта Президентский совет ФИДЕ на заседании в Ханты-Мансийске (Россия) присвоил 14-летней Абдумалик звание международного гроссмейстера среди женщин и она побила национальное достижение Садуакасовой, ставшей МГ в 16 лет. 20 апреля Абдумалик заняла третье место на чемпионате Азии по блицу в ОАЭ (Шарджа), где состоялся континентальный чемпионат Азии среди мужчин и женщин по классическим шахматам. Уступила двум международным гроссмейстерам: китаянке Тань Чжунъи и Харике Дронавалли (Индия).
В июне тренер Жансаи Абдумалик гроссмейстер Владимир Чучелов (Бельгия) был назван лучшим тренером 2013 года по версии ФИДЕ.
В июле по итогам 2013 года Абдумалик была признана азиатской федерацией ФИДЕ лучшей шахматисткой Азии до 20 лет.
В сентябре 2015 года на чемпионате мира среди девушек до 20 лет в Ханты-Мансийске заняла третье место.
В мае 2016 года впервые выиграла женский чемпионат Казахстана.
В марте 2017 года президентский совет ФИДЕ первой из шахматисток Казахстана присвоил Абдумалик звание мужского международного мастера по шахматам. В июле Абдумалик выполнила первую норму международного гроссмейстера в крупном международном турнире World Open 2017 (Филадельфия, США). В турнире, где она заняла второе место, приняли участие 216 шахматистов, из них 33 являются гроссмейстерами и 26 международными мастерами. В ноябре в Тарвизио (Италия) стала чемпионкой мира среди девушек до 20 лет, набрав 9½ очков из 11.
В марте 2018 года выполнила вторую норму ММГ, участвуя в турнире Karpos Open-2018 в Скопье (Македония), где заняла пятое место среди 150 участников, в апреле выполнила третью норму в международном турнире Budapest Spring Festival 2018, который прошёл в столице Венгрии Будапешт, что даёт право на присвоение звания международного гроссмейстера, при условии, что рейтинг будет не менее 2500. В августе завоевала «бронзу» на второй доске в классике на Кубке Азиатских наций в Хамадане (Иран).
В июне 2021 года выиграла женский Гран-при ФИДЕ в Гибралтаре, где набрала 8½ очков из 11, не проиграв ни одной игры. Этот результат позволил девушке набрать 34 очка и получить титул международного гроссмейстера. В ноябре 2021 года в Риге она заняла 25-е место на турнире «Большая женская швейцарка ФИДЕ».
30 мая 2022 года Жансая Абдумалик стала чемпионкой женской Бундеслиги, одержав досрочную победу с командой OSG Baden-Baden.
В феврале 2025 года Жансая Абдумалик открыла в Жезказгане крупнейшую в стране шахматную академию.

## Личная жизнь
2023 году 24 апреля в Дубае вышла замуж за главу компании Казахмыс Нурахмета Нуреева (род.1989) 9 августа 2025 года у пары родился сын.

## Изменения рейтинга
| График не отображается по техническим причинам. Чтобы исправить это, воспроизведите график в новом формате, если это возможно. |

## Награды
- Орден «Курмет» (2 декабря 2021 года)[39].
- Почётный знак «За заслуги в развитии физической культуры, спорта и туризма» (19 мая 2016 года, Межпарламентская ассамблея СНГ) — за значительный вклад в развитие физической культуры, спорта и туризма в государствах — участниках Содружества Независимых Государств, реализацию идей сотрудничества в сфере физической культуры, спорта и туризма[40].